# Eudryas unio
Eudryas unio är en fjärilsart som beskrevs av Jacob Hübner 1827. Eudryas unio ingår i släktet Eudryas och familjen nattflyn. Inga underarter finns listade i Catalogue of Life.

## Bildgalleri

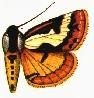